# Ewa Szelburg-Zarembina

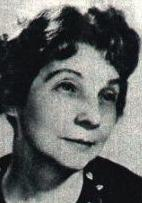
Ewa Szelburg-Zarembina

Ewa Szelburg-Zarembina (geb. Irena Szelburg; * 10. April 1899 in Bronowice, Woiwodschaft Lublin; † 28. September 1986 in Warschau) war eine polnische Schriftstellerin.
Szelburg verlebte eine behütete Kindheit in Nałęczów und studierte nach dem Tod der Eltern in Krakau polnische Philologie. Daneben arbeitete sie als Lehrerin. Nach dem Abschluss des Studiums heiratete sie zweiundzwanzigjährig und war nach dem Scheitern dieser Ehe mit Józef Zaremba verheiratet. Bereits seit ihrer Schulzeit schrieb Szelburg Gedichte und Erzählungen für Kinder. 1922 erschienen ihre ersten Gedichte, sie arbeitete an Lehrbüchern mit und gab eine Kinderzeitschrift heraus.
Während des Zweiten Weltkrieges wurde sie nach Lemberg evakuiert und erlitt auf der Fahrt eine Fehlgeburt. Die Sehnsucht nach dem Ort ihrer Kindheit und das Trauma der Fehlgeburt spielten eine zentrale Rolle in ihren literarischen Werken, die neben Gedichten und Kinderbüchern auch Erzählungen und Romane für Erwachsene umfassen. Nach dem Krieg lebte Ewa Szelburg-Zarembina mit ihrem Mann in Warschau. Beide wurden auf dem Friedhof von Nałęczów begraben, wo ein Denkmal von Józef Ciechan an die Schriftstellerin erinnert.

## Werke
- "A było to tak" 1922
- "Przedziwne przygody duszka Dzińdzinnika" 1922
- "Legendy żołnierskie" 1924
- "A...a...a... Kotki dwa" 1925
- "Wesołe historie" 1928
- "Za siedmioma górami" 1928
- "Najmilsi" 1928
- "Rzemieślniczek-Wędrowniczek" 1929
- "Jasełka" 1930
- "Dzieci miasta" 1935
- "Dom wielki jak świat" 1945
- "Zuch" 1946
- "Ziarnko gorczyczne" 1947
- "Chusta świętej Weroniki" 1947
- "Wesoła praca" 1947
- "Każdy Tomek ma swój domek" 1947
- "Młodość" 1948
- "Polne grusze" 1948
- "Rycerze Tatr" 1949
- "Jedzie traktor" 1949
- "Marcjanna Fornalska" 1950
- "Dom młodości" 1951
- "Spotkania" 1951
- "Przedziwna historia Don Kichota z Manczy i jego autora" 1954
- "O warszawskiej syrenie" 1954
- "Kije samobije i inne baśnie" 1954
- "Przygoda Misia" 1954
- "W cieniu kolumny" 1954
- "Krzyże z papieru" 1955
- "Na listeczku kalinowym" 1955
- "Tomek zuch" 1957
- "Chłopiec z perły urodzony" 1958
- "Dzieci z Wysp Koralowych" 1958
- "Królestwo bajki" 1959
- "Matka i syn" 1961
- "Samotność" 1961
- "Zakochany w miłości" 1961
- "Marcowy deszcz" 1963"Imię jej Klara" 1964
- "Opowiem wam..." 1966
- "Pożegnanie ogrodu" 1966
- "Idzie niebo ciemną nocą" 1966
- "Pięknie być człowiekiem" 1970
- "Przez różową szybkę" 1971
- "I otwarły się drzwi... O bracie Eliaszu medytacje" 1971
- "Bardzo dziwne opowieści" 1974
- "Królestwo bajki" 1975
- Zyklus "Rzeka kłamstwa"
  - "Wędrówka Joanny" 1947
  - "Ludzie z wosku" 1948
  - "Miasteczko aniołów" 1959
  - "Iskry na wiatr" 1963
  - "Gaudeamus" 1968